# Richard Kothe

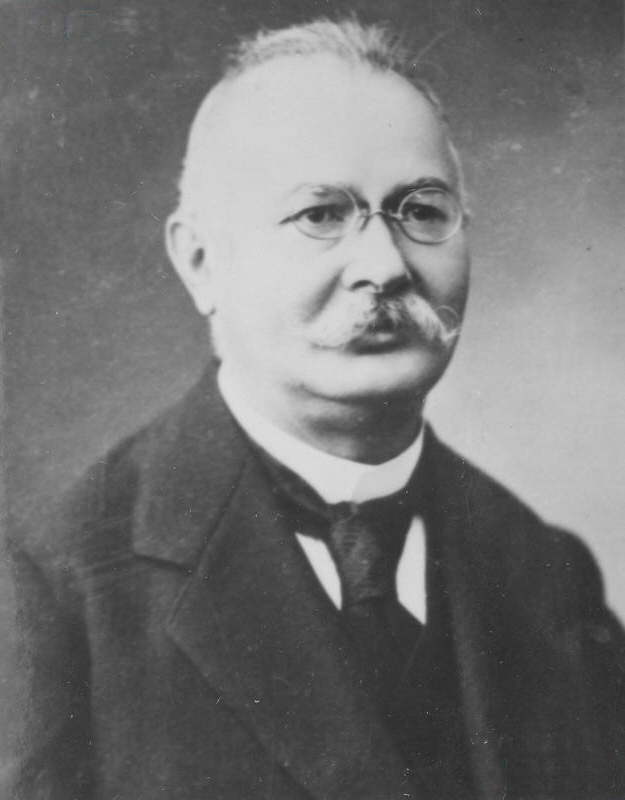

Richard Kothe (* 13. Januar 1863 in Leipzig; † 12. Juni 1925 in  Salzburg) war ein deutscher Chemiker.
Kothe studierte Chemie in Leipzig bei Johannes Wislicenus, wurde bei diesem 1887 promoviert (Über neue Synthesen von Dialkylphthaliden) und war danach einige Jahre dessen Assistent. 1891 trat er in die Farbwerke Bayer in Elberfeld (später Leverkusen) ein und blieb dort bis zu seinem Tod an einem Schlaganfall auf einer Urlaubsreise.
Kothe entwickelte mit seinem Freund Oskar Dressel zahlreiche synthetische Farben bei Bayer und wandte sich nach der Erweiterung des Forschungsprogramms des Labors unter dem Eindruck der Erfolge von Paul Ehrlich auch Medikamentenentwicklung zu. 1916 synthetisierte er mit Oskar Dressel bei den Farbwerken Bayer im von Bernhard Heymann geleiteten Zentrallabor eine Substanz (Bayer 205, Suramin), die später als Germanin gegen Schlafkrankheit eingesetzt wurde.
1924 erhielt er mit Oskar Dressel und Bernhard Heymann die Adolf-von-Baeyer-Denkmünze. Er wurde Ehrendoktor der Medizinischen Fakultät der Universität Leipzig.